# Kenan Thompson
Kenan Thompson (Atlanta, 10 de mayo de 1978) es un actor y cómico estadounidense. 
Nació artísticamente en la película Vuelven los mejores (D2: The Mighty Ducks), luego hizo Pesos pesados y pasó al canal infantil Nickelodeon con el programa Todo eso y más (All That).
Ha ganado diversos premios, entre los que destacan el de actor favorito de los Nickelodeon Kids' Choice Awards varias veces.

## Carrera
Dado su gran talento fue llevado junto a su compañero de reparto Kel Mitchell a Kenan y Kel donde interpretó al personaje homónimo. Kenan Thompson tuvo como compañero de actuación en el largometraje realizado en 1997 Good Burger nuevamente a Kel Mitchell. Más tarde se le pudo ver en algunos episodios de Felicity, y en películas como Gordo mentiroso, El amor no cuesta nada y El maestro del disfraz.
En 2003 se metió de lleno en el reparto de Saturday Night Live desde la temporada 29. Últimamente se la ha visto en la película El gran Alberto, y se le vio en Serpientes en el avión y Tres colegas y una salchicha. También se le puede ver en "Laugh Out Loud", un programa de sketches donde vuelve a trabajar con Nick Cannon y Josh Server de su época de Todo eso y más.
En cuanto cameos, ha hecho alguno en el show de Amanda, Primo Skeeter, El Show de Nick Cannon y Wild and Out, entre otros. El 27 de abril de 1999 hizo junto al reparto de Todo eso y más un episodio en directo celebrando el episodio número 100, y en 2002 volvería a Todo eso y más como estrella invitada y en el 2005 se le volvería a ver en Todo eso y más en el décimo aniversario de este programa, donde se le pudo ver trabajar otra vez junto a su amigo Kel Mitchell.
Regresó a Nickelodeon en el año 2011, como estrella invitada en iParty with Victorious, un crossover de las comedias iCarly y Victorious.
Thompson apareció como una especie de anfitrión del bloque de programación retro de TeenNick, The '90s Are All That, apareciendo en muchos de los primeros parachoques y material publicitario del bloque. Regresaría al bloque, en algún momento llamado NickRewind pero en ese momento llamado The Splat, para el 22° aniversario de All That, con segmentos filmados en la Comic-Con de Nueva York de 2015.
En 2019, Thompson se desempeñó como juez de la serie de competencia de comedia de NBC Bring the Funny. También se convirtió en productor ejecutivo con su viejo compañero Kel Mitchell para el renacimiento de All That de Nickelodeon, que se estrenó en junio. En mayo de ese año, NBC anunció que había convertido en serie la comedia de una sola cámara de Thompson The Kenan Show. La serie, que fue retitulada a simplemente Kenan, se estrenó en 2021 en NBC y presenta a Thompson como un padre recién enviudado decidido a ser un "súper papá". Fue nominado para el premio Primetime Emmy como actor principal destacado en una serie de comedia después de su primera temporada. En mayo de 2022, la serie fue cancelada tras su segunda temporada.
En 2020, se convirtió en el portavoz de la campaña "Let Yourself Woah" de Universal Destinations & Experiences, y estaba programado para organizar la cena de Corresponsales de la Casa Blanca antes de que fuera cancelada debido a la pandemia de COVID-19.
Posteriormente a finales de 2021, Thompson cofundó la productora y la incubadora de talentos Artists for Artists (AFA). Su primer proyecto anunciado, Mike Tyson: Undisputed Truth Part 2 es en colaboración con el ex-boxeador Mike Tyson y su esposa Lakiha "Kiki" Spicer y una secuela del especial de HBO de 2013 de Tyson. En marzo de 2022, AFA financió por completo el lanzamiento de Twenty Two Entertainment, dirigida por los actores Michael Rainey Jr. y Gianni Paolo, más conocidos por la serie de Starz, Power Book II: Ghost.

## Vida personal
Kenan Thompson está casado desde 2011 con la modelo Christina Evangeline. Tienen dos hijas Georgia Marie, nacida en 2014, y Gianna Michelle nacida en 2018. El 7 de abril de 2022, se anunció que los dos habían estado separados durante más de un año y eran padres de sus hijas. El 15 de junio de 2022, se anunció que Thompson solicitaría oficialmente el divorcio.

## Televisión

### Papel principal
| Año             | Título              | Título en España    | Personaje                    | Doblaje en España | Notas                |
| --------------- | ------------------- | ------------------- | ---------------------------- | ----------------- | -------------------- |
| 1994 - 1999     | All That            | Todo eso y más      | Varios personajes            | Pablo Sevilla     | Programa de sketches |
| 1996-2000       | Kenan & Kel         | Kenan y Kel         | Kenan Rockmore               | Pablo Sevilla     | Serie de TV          |
| 2003-presente   | Saturday Night Live | Saturday Night Live | Varios personajes            | Estrenado en V.O. | Programa de sketches |
| 2009            | Sit Down, Shut Up   | Sin estrenar        | Sue Senzo                    | Sin estrenar      | Serie de TV, Voz     |
| 2013 - 2015     | The Awesomes        | Sin estrenar        | Austin "Impresario" Sullivan | Sin estrenar      | Serie de TV, Voz     |
| 2015 - presente | Nature Cat          | Natur Gato          | Roland                       | Desconocido       | Serie de TV, Voz     |
| 2016            | Maya & Marty        | Sin estrenar        | Varios personajes            | Sin estrenar      | Programa de sketches |
| 2019            | Bring the Funny     | Sin estrenar        | Jurado                       | Sin estrenar      | Concurso de talento  |
| 2020-presente   | Trolls: TrollsTopia | TrollsTopia         | Tiny Diamon                  | Manuel Osto       | Serie de TV, Voz     |
| 2021-presente   | Kenan               | Sin estrenar        | Kenan Williams               | Sin estrenar      | Serie de TV          |

### Papel invitado
| Año         | Título                                 | Título en España              | Personaje        | Doblaje en España      | Notas                              |
| ----------- | -------------------------------------- | ----------------------------- | ---------------- | ---------------------- | ---------------------------------- |
| 1996 - 1998 | The Steve Harvey Show                  |                               | Junior           |                        | Serie de TV (4 episodios)          |
| 1997 - 1999 | Figure It Out                          |                               | Él mismo         |                        | Concurso de TV                     |
| 1997        | Sister, Sister                         | Cosas de hermanas             | Trevor           | Ricardo Escobar        | Serie de TV (4x20)                 |
| 1998        | Sabrina, the Teenage Witch             | Sabrina cosas de brujas       | Kenan Rockmore   | Jesús Alberto Pinillos | Serie de TV (2x24)                 |
| 1999        | The Amanda Show                        | El Show de Amanda             | Él mismo         | Pablo Sevilla          | Programa de sketches (1x01)        |
| 1999 - 2018 | Double Dare                            |                               | Él mismo         |                        | Concurso de TV (2 episodios)       |
| 2000        | The Parkers                            |                               | Damon            |                        | Serie de TV (1x16)                 |
| 2001        | Felicity                               | Felicity                      | DeForrest Ingram | Juan Antonio Soler     | Serie de TV (4 episodios)          |
| 2001        | Off Centre                             | Apartamento de soltero        |                  |                        |                                    |
| 2002        | Clifford the Big Red Dog               | Clifford el gran perro rojo   |                  |                        |                                    |
| 2005 - 2018 | Wild 'N Out                            | Wild 'N Out                   | ÉL mismo         | Estrenado en V.O.      | Concurso de TV (2 episodios)       |
| 2007        | Crank Yankers                          |                               |                  |                        |                                    |
| 2008        | The Mighty B!                          |                               |                  |                        |                                    |
| 2009        | Psych                                  | Psych                         | Joon             | Pablo Sevilla          | Serie de TV (4x07)                 |
| 2011        | iCarly                                 | iCarly                        | Él mismo         |                        | Serie de TV                        |
| 2013        | Martha Speaks                          |                               | Stanley          |                        | Serie de TV, Voz (5x07)            |
| 2014        | Randy Cunningham: 9th Grade Ninja      | Randy Cunningham: Ninja Total | Sockro           |                        | Serie de TV, Voz (2x15)            |
| 2015        | The Tonight Show Starring Jimmy Fallon |                               | Lester Oakes     |                        | Programa de entrevistas            |
| 2016 - 2019 | Unbreakable Kimmy Schmidt              | Unbreakable Kimmy Schmidt     | Roland           |                        | Serie de TV (4 episodios)          |
| 2017 - 2019 | Match Game                             |                               | Concursante      |                        | Concurso de TV                     |
| 2019        | The Masked Singer                      | The Masked Singer             | Jurado           |                        | Concurso de talento                |
| 2023        | Chucky la serie                        | Chucky la serie               | Taxista          |                        | (Temporada 3)                      |
| 2020        | America's Got Talent                   | America's Got Talent          | Jurado           | Estrenado en V.O.      | Concurso de talento (Temporada 15) |

### Películas
| Año  | Título                                 | Título en España                    | Personaje             | Doblaje en España         | Notas                           |
| ---- | -------------------------------------- | ----------------------------------- | --------------------- | ------------------------- | ------------------------------- |
| 1994 | D2: The Mighty Ducks                   | Vuelven los mejores                 | Russ Tayler           | Mar Sánchez Gatell        |                                 |
| 1995 | Heavyweights                           | Pesos pesados                       | Roy                   | Jesús Alberto Pinillos    |                                 |
| 1996 | D3: The Mighty Ducks                   | El regreso de los mejores           | Russ Tayler           | Manuel Osto               |                                 |
| 1997 | Good Burger                            |                                     | Dexter Reed           | Roger Pera                |                                 |
| 1999 | Two heads are better than one          | La leyenda del caballero sin cabeza | Kenan Rockmore        | Pablo Sevilla             | Película para tv de Kenan y Kel |
| 2000 | The Adventures of Rocky and Bullwinkle | Las aventuras de Rocky y Bullwinkle | Lewis                 | Jordi Pons                |                                 |
| 2002 | Big Fat Liar                           | Gordo mentiroso                     | Invitado de la fiesta | Pablo Sevilla             | Cameo                           |
| 2002 | The Master of Disguise                 | El maestro del disfraz              | Chico al ordenador    | Manuel Osto               | Cameo                           |
| 2003 | Love Don't Cost a Thing                | El amor no cuesta nada              | Walter Colley         | Ricardo Escobar           |                                 |
| 2003 | My Boss's Daughter                     | La hija de mi jefe                  | Hans                  | Jose Carabías             |                                 |
| 2004 | Barbershop 2: Back in Business         | La Barbería 2: Vuelta al negocio    | Kenard                | Pablo Sevilla             |                                 |
| 2004 | Fat Albert                             | El Gran Alberto                     | Gran Alberto          | Mark Ullod                |                                 |
| 2005 | Tales from the Crib: Snow White        | Rugrats: Blancanieves               | Espejo                | Desconocido               | Voz                             |
| 2006 | Snakes on a Plane                      | Serpientes en el avión              | Troy                  | José Luis Mediavilla      |                                 |
| 2008 | Space Chimps                           | Space Chimps: Misión espacial       | Ringmaster            | Óscar Castellanos         | Voz                             |
| 2008 | Wieners                                | Tres colegas y una salchicha        | Wyatt                 | Desconocido               |                                 |
| 2009 | Stan Helsing                           | Stan Helsing                        | Teddy                 | Hernán Fernández          |                                 |
| 2011 | The Smurfs                             | Los Pitufos                         | Pitufo goloso         | Ignasi Diaz               | Voz                             |
| 2012 | The Magic of Belle Isle                | El verano de sus vidas              | Henry                 | David Jenner              |                                 |
| 2013 | The Smurfs 2                           | Los Pitufos 2                       | Pitufo goloso         | Ignasi Diaz               | Voz                             |
| 2014 | They Came Together                     | ¿Venís juntos?                      | Teddy                 | Ferran Carnicero          |                                 |
| 2014 | The Opposite Sex                       | The Opposite Sex                    | Mitch                 | Desconocido               |                                 |
| 2016 | Rock Dog                               | Rock Dog                            | Riff                  | Desconocido               | Voz                             |
| 2016 | Brother Nature                         | Brother Nature                      | Miesha                | Desconocido               |                                 |
| 2017 | Going in Style                         | Un golpe con estilo                 | Keith                 | Luis García Marquez       |                                 |
| 2018 | The Grinch                             | El Grinch                           | Bricklebaum           | Francisco Javier Martinez | Voz                             |
| 2019 | Wonder Park                            | El parque mágico                    | Gus                   | David Flores              |                                 |
| 2019 | Playmobil: The Movie                   | Playmobil: La película              | Bloodbones            | Juan Antonio Bernal       | Voz                             |
| 2020 | Trolls World Tour                      | Trolls 2: Gira mundial              | Tiny Diamond          | Manuel Osto               | Voz                             |
| 2020 | Hubie Halloween                        | El Halloween de Hubbie              | Oficial Blake         | Hernán Fernández          | Netflix                         |
| 2021 | Clifford the Big Red Dog               | Por estrenar                        |                       |                           |                                 |
| 2021 | Spinning Gold                          | Por estrenar                        |                       |                           |                                 |
| 2021 | Home Sweet Home Alone                  | Por fin solo en casa                | Gavin                 |                           | Disney +                        |
| 2023 | Good Burger 2                          |                                     | Dexter Reed           |                           | Película de Paramount+          |
| 2023 | Trolls Band Together                   | Trolls 3: Todos juntos              | Tiny Diamond          | Manuel Osto               | Voz                             |

### Cameos
- The Steve Harvey Show, 4 episodios, 1996-1997
- Cosas de hermanas, 1997
- Sabrina, la bruja adolescente, 1998
- Primo Skeeter 2 episodios, 1999
- El show de Amanda, 1999
- Felicity, 4 episodios, 2001
- Apartamento de soltero, 2 episodios, 2001
- Todo eso y más, 2002-2005
- El show de Nick Cannon, 2 episodios, 2002
- The Parkers, 2000
- TRL, 2004
- Nick Cannon Wild and Out, 2005
- iParty with Victorious, 1 episodio, para el show iCarly, 2011
- Unbreakable Kimmy Schmidt, temporada 2, episodio 6, 2016

### Música
- The Good Times Comedy CD (2002)

## Premios y nominaciones

### Premios Kids Choice awards
Kenan Thompson ha sido nominado en varios programas y películas, ganando tres premios.
| Año  | Categoría         | Trabajo                      | Resultado |
| ---- | ----------------- | ---------------------------- | --------- |
| 1997 | Programa favorito | Todo eso y más               | Nominado  |
| 1998 | Actor favorito    | Kenan y Kel / Todo eso y más | Nominado  |
| 1998 | Programa favorito | Kenan y Kel                  | Nominado  |
| 1999 | Programa favorito | Todo eso y más               | Ganador   |
| 2000 | Programa favorito | Todo eso y más               | Ganador   |
| 2000 | Actor favorito    | Todo eso y más               | Ganador   |

### Premios La Orquídea
| Año  | Categoría      | Trabajo             | Resultado |
| ---- | -------------- | ------------------- | --------- |
| 1997 | Mejor programa | Todo eso y más      | Ganador   |
| 1999 | Mejor programa | Todo eso y más      | Nominado  |
| 1999 | Mejor actor    | Kenan y Kel         | Nominado  |
| 2000 | Mejor actor    | Kenan y Kel         | Nominado  |
| 2006 | Mejor actor    | Saturday Night Live | Nominado  |